# Гусинка (станція)
Гуси́нка — проміжна вантажно-пасажирська залізнична станція 5 класу Куп'янської дирекції залізничних перевезень Південної залізниці.
Розташована на одноколійній неелектрифікованій лінії Оливине — Огірцеве між станціями Моначинівка (10) та Шипувате (11 км) у с-щі Шипувате Куп'янського району Харківської області. На станції зупиняються пасажирські та приміські поїзди.